# The Cape Breton Lobster Bash Series
The Cape Breton Lobster Bash Series è una raccolta di canzoni inedite dei Crash Test Dummies distribuito come album digitale.
Tutte le canzoni parlano della esperienza di Brad Roberts a Cape Breton e dell'annuale evento conosciuto come "Lobster Bash".
Ci si aspetta che l'EP conterrà 10-12 canzoni.

## Tracce
1. Kelly's Mountain – 2:32
2. It's a Small Town – 2:30
3. Lobster Bash – 3:00
4. My Name Is Paul White Head – 4:34